# 女池 (新潟市)
女池（めいけ）は、新潟県新潟市中央区の町字。現行行政地名は女池一丁目から女池八丁目と大字女池。住居表示は一丁目から八丁目が実施済み区域、大字が未実施区域。郵便番号は950-0941。

## 概要
1889年（明治22年）から現在までの大字。及び、1977年（昭和52年）から現在までの町名。信濃川下流右岸、鳥屋野潟北部に近い砂丘地に位置する。もとは江戸時代から1889年（明治22年）まであった女池新田の区域の一部で、地名は、かつてあった男池、女池という池の名に由来する。
1955年（昭和30年）以降は男池、女池、蓮潟が埋め立てられ、住宅地となっている。

### 隣接する町字
北から東回り順に、以下の町字と隣接する。
- 近江
- 和合町
- 女池東
- 女池南
- 小張木
- 鳥屋野
- 女池神明
- 女池西
- 女池北
- 上近江
- 新和

## 歴史
1623年（元和9年）に加賀浪人によって開発される。

### 分立した町字
1889年（明治22年）以後に、以下の町字が分立。
愛宕（あたご）
1977年（昭和52年）に分立した町字。
女池神明（めいけしんめい）
1977年（昭和52年）に分立した町字。
女池西（めいけにし）
1977年（昭和52年）に分立した町字。
女池北（めいけきた）
1983年（昭和58年）に分立した町字。
女池東（めいけひがし）
1983年（昭和58年）に分立した町字。
女池南（めいけみなみ）
2000年（平成12年）11月6日に分立した町字。
女池上山（めいけかみやま）
2004年（平成16年）10月18日に分立した町字。
和合町（わごうちょう）
1983年（昭和58年）に分立した町字。

### 年表
- 1889年（明治22年）4月1日 : 合併により女池村の大字となり、1923年（大正12年）まで女池新田と称する。
- 1901年（明治34年）11月1日 : 合併により鳥屋野村の大字となる。
- 1943年（昭和18年）5月3日 : 合併により新潟市の大字となる。
- 1955年（昭和30年） : 男池が埋め立てられる。
- 1994年（平成6年）10月3日 : 住居表示の実施により、女池8丁目が分立[11]。
- 2007年（平成19年）4月1日 : 新潟市の政令指定都市移行により、中央区の大字となる。

## 世帯数と人口
2018年（平成30年）1月31日現在の世帯数と人口は以下の通りである。
| 丁目       | 世帯数    | 人口    |
| ---------- | --------- | ------- |
| 女池一丁目 | 216世帯   | 508人   |
| 女池二丁目 | 223世帯   | 465人   |
| 女池三丁目 | 1,062世帯 | 2,355人 |
| 女池四丁目 | 592世帯   | 1,456人 |
| 女池五丁目 | 161世帯   | 367人   |
| 女池六丁目 | 383世帯   | 867人   |
| 女池七丁目 | 405世帯   | 921人   |
| 女池八丁目 | 250世帯   | 599人   |
| 計         | 3,292世帯 | 7,538人 |

## 小・中学校の学区
市立小・中学校に通う場合、学区は以下の通りとなる。
| 丁目       | 番地 | 小学校             | 中学校               |
| ---------- | ---- | ------------------ | -------------------- |
| 女池一丁目 | 全域 | 新潟市立女池小学校 | 新潟市立鳥屋野中学校 |
| 女池二丁目 | 全域 | 新潟市立女池小学校 | 新潟市立鳥屋野中学校 |
| 女池三丁目 | 全域 | 新潟市立女池小学校 | 新潟市立鳥屋野中学校 |
| 女池四丁目 | 全域 | 新潟市立女池小学校 | 新潟市立鳥屋野中学校 |
| 女池五丁目 | 全域 | 新潟市立女池小学校 | 新潟市立鳥屋野中学校 |
| 女池六丁目 | 全域 | 新潟市立女池小学校 | 新潟市立鳥屋野中学校 |
| 女池七丁目 | 全域 | 新潟市立女池小学校 | 新潟市立鳥屋野中学校 |
| 女池八丁目 | 全域 | 新潟市立女池小学校 | 新潟市立鳥屋野中学校 |

## 主な企業・施設
- 新潟市立女池小学校
- 新潟市立鳥屋野中学校
- 第四北越銀行 女池支店
- ケーズデンキ 女池インター本店

## 交通
- 国道8号・新潟バイパス
  - 女池IC
- 新潟県道16号新潟亀田内野線
- 新潟交通 S5 女池線